# Хелги Гретаршон
Хѐлги А̀ус Грѐтаршон (на исландски: Helgi Áss Grétarsson) е исландски шахматист, международен гросмайстор от 1994 г. През януари 2008 г. има ЕЛО рейтинг 2462. През 1994 г. постига най-големия си успех в кариерата, ставайки световен шампион за юноши до 20 години на първенството в Кайоба, Бразилия. През 1997 г. заема първо място на турнира „Politiken Cup“ в Копенхаген, провеждащ се по швейцарската система. През 1998 г. става вицешампион по шахмат на Исландия.